# Estação Ferroviária de São João do Estoril

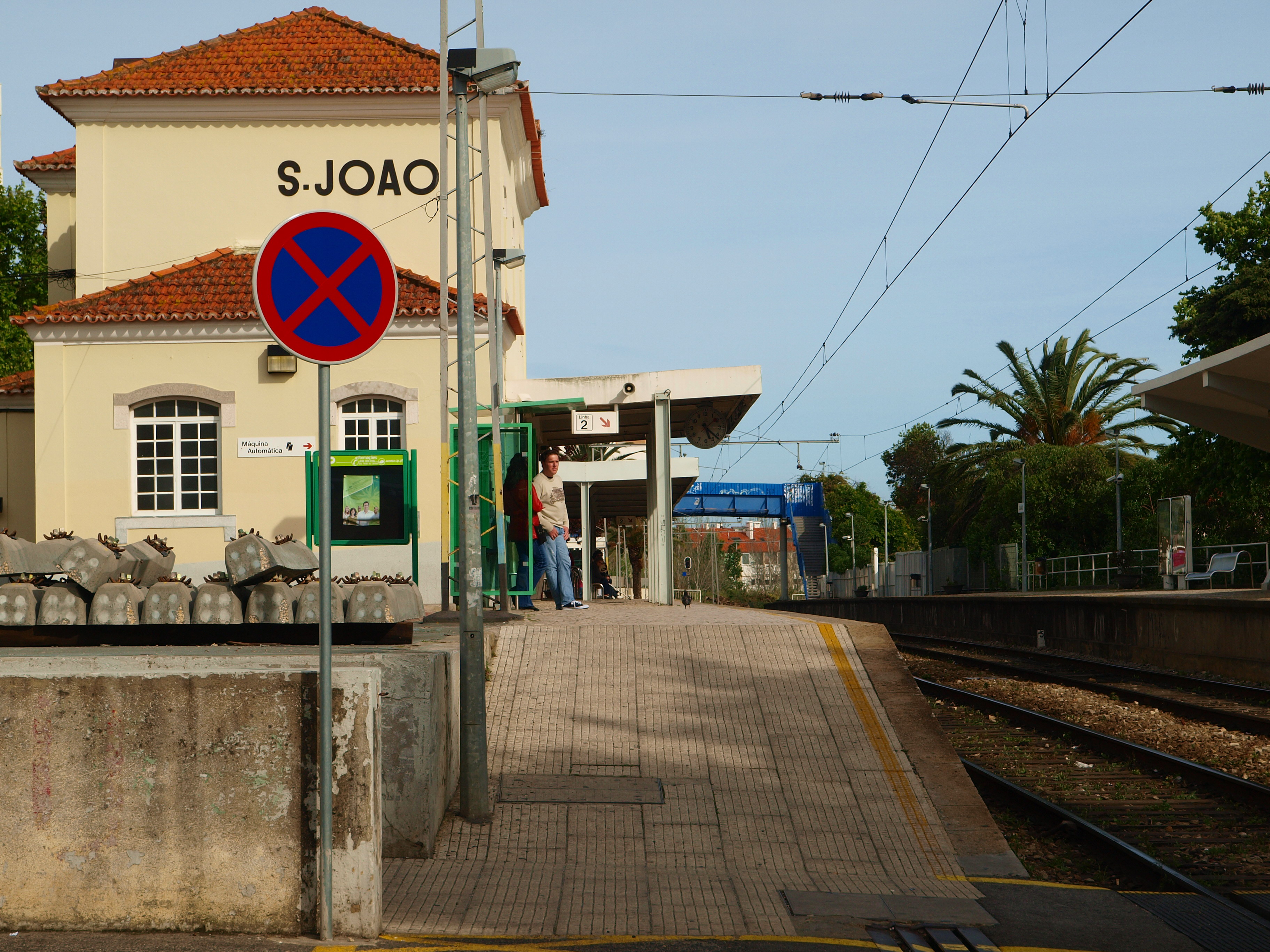
Edifício e plataforma.

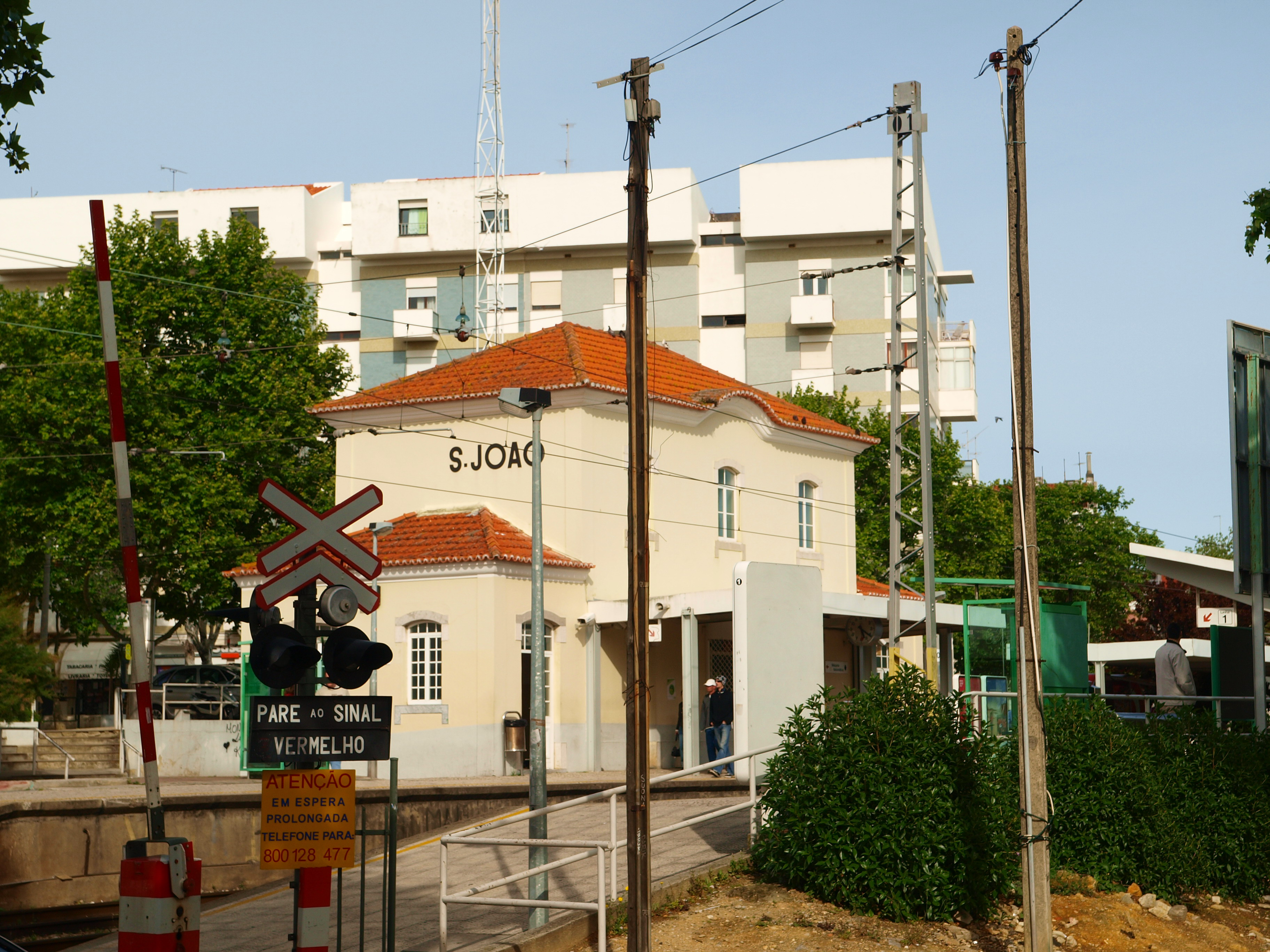
Passagem de nível.

A estação ferroviária de São João do Estoril, igualmente denominada apenas de São João, é uma estação da Linha de Cascais da rede de comboios suburbanos de Lisboa, situada em São João do Estoril, no município de Cascais, em Portugal.

## Descrição

### Localização e acessos
Esta interface situa-se na localidade de São João do Estoril, com acesso pela Rua Nova da Estação.

Arruamento e logradouro envolvente.

### Infraestrutura
Como apeadeiro numa linha de via dupla, esta interface apresenta-se nas duas vias de circulação (I e II) cada uma acessível por plataforma — uma de 217 m de comprimento e a outra com 219 m, e ambas com 110 cm de altura. O edifício de passageiros situa-se do lado norte da via (lado direito do sentido ascendente, a Cascais).

### Serviços
Em dados de 2023, esta interface é servida por comboios de passageiros da C.P. de tipo urbano no serviço “Linha de Cascais” tipicamente com 69 circulações diárias em cada sentido entre Cais do Sodré e Cascais.

## História

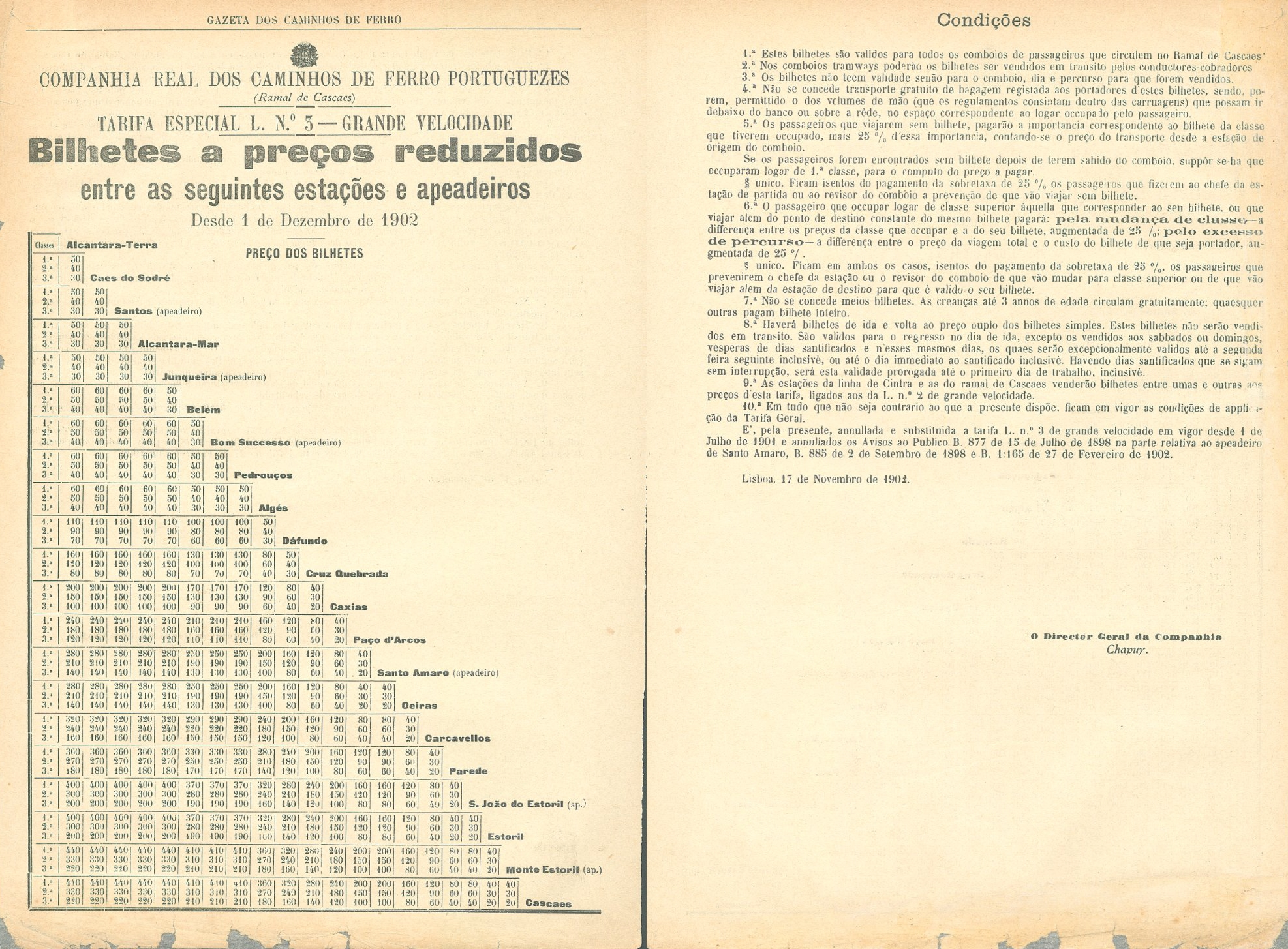
Anúncio de 1902 da Companhia Real, onde São João do Estoril surge com a categoria de apeadeiro.

### Século XIX
Esta interface foi inaugurada, como parte do troço entre Pedrouços e Cascais da Linha de Cascais, em 30 de Setembro de 1889, pela Companhia Real dos Caminhos de Ferro Portugueses. Nesta altura, ainda não existiam as Estações de São Pedro do Estoril, Estoril e Monte Estoril, pelo que a zona de São João do Estoril, por ser a única servida com uma interface ferroviária, foi a que passou por um maior processo de desenvolvimento nos finais do Século XIX.
O troço entre Caxias e o Estoril foi duplicado em 1 de Outubro de 1890.
Em 1902, a Companhia Real instalou, nesta estação, um sistema de sinalização por discos eléctricos, inventado por Neves Barbosa.

### Século XX
No dia 7 de Agosto de 1918, foi assinado o contrato de arrendamento, para o aluguer da Linha de Cascais à Sociedade Estoril. Esta empresa levou a cabo um projecto de modernização e electrificação da Linha, incluindo a ampliação desta estação; a electrificação foi inaugurada em 15 de Agosto de 1926.

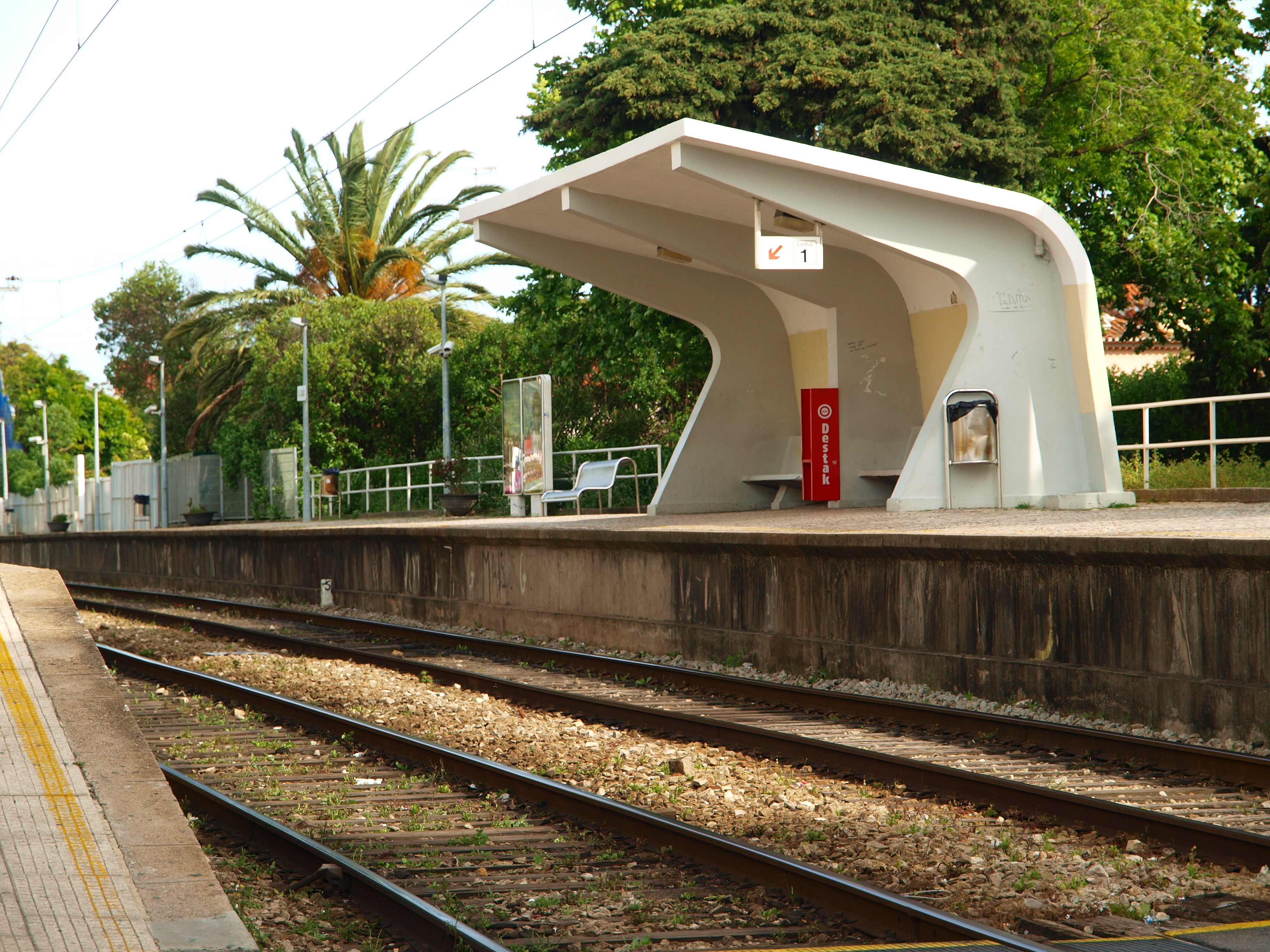
Abrigo de plataforma sul.

Quando o contrato com a Sociedade Estoril terminou, em 1976, a exploração da Linha de Cascais voltou a ser assegurada pela Companhia dos Caminhos de Ferro Portugueses. Em 23 de Novembro de 1993, foi criada, no âmbito da reestruturação da operadora Caminhos de Ferro Portugueses, a unidade de negócio Suburbano de Cascais.

### Século XXI
Em 18 de Maio de 2010, a operadora Rede Ferroviária Nacional adjudicou uma empreitada para a remodelação desta interface; esta intervenção, com um prazo aproximado de conclusão de nove meses, contemplou os acessos e as saídas de emergência das plataformas, a construção de uma passagem inferior pedonal, e a limpeza, reparação e pintura das coberturas e das fachadas do edifício.